# Association mondiale des organisations de kickboxing
 (décembre 2021).
Si vous disposez d'ouvrages ou d'articles de référence ou si vous connaissez des sites web de qualité traitant du thème abordé ici, merci de compléter l'article en donnant les références utiles à sa vérifiabilité et en les liant à la section « Notes et références ».
Pour les articles homonymes, voir Wako.
La World Association of KickBoxing Organizations (WAKO) est la structure ayant créé et promu le Full-contact karaté (kick-boxing sans low-kick) en Europe dès 1978.
Le cofondateur serait George Bruckner. Le travail principal de développement a été effectué par Ennio Falsoni des debout des années 80. En 2006, l'International Amateur Kickboxing Sports Association (IAKSA) et la WAKO travaillent ensemble et adhèrent à l'Association globale des fédérations internationales sportives (AGFIS) (General Association of International Sports Federation ou GAISF), transitoirement nommée SportAccord.
La WAKO propose sept disciplines différentes : semi-contact, light-contact, full-contact, kick-boxing (low-kick), K1-style, musical forms and aéro-kick. En 2006, 74 nations sur les cinq continents adhèrent à la WAKO.